# 中共中央直属机关北戴河服务局
中共中央直属机关北戴河服务局（对外又称中共中央直属机关事务管理局北戴河接待办公室），隶属中共中央直属机关事务管理局。
北戴河修养区位于北戴河剑秋路及中海滩浴场以西、联峰山南麓和西海滩浴场之间的范围。西海滩路东西横穿修养区，常年限速每小时15公里；而西海滩浴场和中海滩浴场之间则设有道网，水面和沙滩被隔开。

## 沿革
1948年11月，中国人民解放军占领北戴河。此后不久，经统计北戴河海滨境内有中外别墅719幢，其中外国人别墅483幢，涉及20余个国家。中共中央组织部当时正考虑全国胜利后怎样安置伤残将士，乃看中了北戴河的联峰山（西山）。1949年5月，中共中央组织部先遣人员抵达北戴河，接收吴家楼、联峰医院、德国府、齐家楼等建筑，建立中共中央组织部北戴河疗养院。1952年，改为中共中央直属机关北戴河疗养院（简称“中直疗养院”），由中共中央直属机关供给部领导在四号楼设院办公室，在八号楼设医务室，开始接收干部休养。1953年，疗养院已有21幢楼。朱德、徐特立等是最早来此休养的党和国家领导人。
1949年6月，朱德作为第一个来北戴河的中央领导人抵达北戴河，此后朱德几乎每年都来北戴河休养，直至逝世前一年。1950年8月，北戴河海滨接待中央领导人及6个国家驻华使馆官员160多人。1952年，规定中央干部每年有一周左右的北戴河休假期。1953年秋，中央决定夏季在北戴河办公，北戴河办公制度正式形成。
1953年冬，中共中央办公厅决定筹建中共中央办公厅警卫局北戴河管理处，对外称“中直疗养院一分院”，为中央暑期在北戴河办公服务。管理处陆续接收和购买53幢旧房并加修葺，同时新建浴场（第五浴场）以及一号楼，修建房屋、道路和水塔。当时，在河东寨南购地兴建多幢楼房作为中直疗养院的办公和集中疗养场所，而将联峰山南麓的别墅群交给管理处作为中央领导暑期办公用房。1954年，中直疗养院更名为中共中央直属机关干部休养所，中央领导暑期办公的地方称一分院（即中共中央办公厅警卫局北戴河管理处）。
1954年，第一届全国人民代表大会召开前不到一个月，毛泽东首次来北戴河。大会即将讨论通过《中华人民共和国宪法》，毛泽东特在会前带着为第一部宪法诞生而忙得吐血的秘书田家英到北戴河休养。当时一号楼尚未竣工。他们入住“章家楼”（即张学良楼）。章家楼被中央办公厅接收后，主楼编为六号楼，后楼编为七号楼。毛泽东住主楼。田家英带着4岁的长女曾立住后楼，后楼是章氏晚辈子女建造，张学良住章家楼时其侍卫副官处便设在后楼。当时毛泽东不顾风高浪急，下海游泳，并作《浪淘沙·北戴河》，此前他已中断填词三、四年。
1954年11月，国务院确定北戴河休养区的使用方针是：“为中央暑期办公服务。”1954年，北戴河海滨共接待避暑和休养人员3680余人，其中中央领导30人，部局级干部154人。为保障中央领导办公，1954年成立了北戴河暑期工作委员会，下设暑期工作办公室。
1957年新组建的中共中央直属机关事务管理局北戴河管理处管理整个别墅区。当时别墅区有新旧楼房183处，总建筑面积超过12.5万平方米，占地面积超过3平方公里。
1954年内，一号楼竣工，这是管理处自建的第一幢别墅。此后毛泽东再来北戴河时多住在该楼。一号楼只有一层，砖木结构，缸砖清水外墙，红瓦屋面，灰色水刷石廊柱。平面布局为双套主房，和宽敞的会议室兼影厅相连，有长近40米的对称曲折外廊。庭院种植白杨和雪松。毛泽东在此完成了对《中国农村的社会主义高潮》一书的批注及定稿。附近的六号楼、七号楼和八号楼在很长时间里都成了一号楼的附属楼，由陪毛泽东来的几位中央办公厅干部及子女居住。一组的人多住在八号楼。李敏、李讷、毛远新陪毛泽东来时，也曾住在六号楼。
二号楼和三号楼在1950年代到1960年代期间，是刘少奇及家人到北戴河办公、避暑的居所。两楼建于1914年，原是德国驻华大使馆用房，供德国外交官夏季避暑用，故当地人称“德国府”。两楼距离很近，墨绿色廊柱，白色墙面，红瓦屋顶，具有北欧建筑特色，木质廊柱用美国松制作。1932年夏，张学良招待调查九一八事变的国联调查团时，“德国府”是美国代表住处，调查团团长李顿住三号楼。常住两楼的刘少奇本着为国家节约的精神，一直不同意管理处翻修两楼的建议，管理处只能稍事修补防止漏雨。当时刘少奇的几个子女成家或工作后都不常住中南海家中，刘允斌、刘爱琴还调到外地，所以全家多只能在夏季休养时才在北戴河团圆，两楼可容全家及工作人员住下。二号楼和三号楼和前面的一号楼、六号楼、七号楼都属于中央办公厅北戴河管理处划分的二区。
四号楼和五号楼与二号、三号楼邻近。四号楼由朱德及家人居住，原名吴家楼，被誉为“西山第一楼”，由德国工程师卫提西设计，楼主原是吴鼎昌，地上两层、地下一层，有一套主房，以及宽大的阳台。
周恩来住的德国牧师楼是27号楼，邓小平住的老房是16号楼。1960年，这里又为毛泽东建了95号楼。
1969年，供林彪居住的96号楼建成。此前林彪提出在北戴河住得离热闹地方远些，离其他首长远些，离海远些，有关方面调北京军区工程兵第七工区在原莲花石公园内的松涛草堂原址建设了这幢别墅。因位于东联峰山莲花石旁，故名莲花石别墅，当地百姓俗称林彪楼。1971年九一三事件中，林彪一家由此出逃到山海关机场登上飞机。
1966年“文革”开始，许多领导人被打倒，中央暑期办公制度废止。改革开放后，1979年2月4日，《人民日报》发布消息，“党中央、国务院决定，北戴河休养区拨给旅游部门接待外宾使用”。当时邓小平做出该决定是希望以旅游业挣外汇。旅游首先需要房屋，邓小平曾在一个文件上批示：军队的疗养所必须全部交出，一所都不得保留。最后，除毛泽东生前居住的95号楼以外，其他全部疗养院都交出，分别组建为东山宾馆、西山宾馆、中海滩宾馆。
到1984年，获得“平反”的老干部增多，他们在“文革”中大多受到摧残，急需休养场所。为此，北戴河的一些疗养院陆续还给中央各单位。同年，中共中央、国务院正式恢复中央暑期北戴河办公制度。2003年，中央取消北戴河办公制度。
20世纪末至21世纪初，管理机构更名中共中央直属机关事务管理局北戴河接待办公室。2000年代至2010年代之间，又更名中共中央直属机关北戴河服务局，并保留原名作为对外名称。

## 历任局长
| 局长 …… - 刘福亮（？—） | 副局长 …… - 牛书经（？—？） - 曹阁（？—） - 吴永明（？—） |